# Los Estrambóticos
Los Estrambóticos es un grupo de rock y ska, procedente de México.

## Historia
Los Estrambóticos son una banda de ska y rock formada en 1992 en la Ciudad de México por los músicos Arturo Ruelas, Luis César Aguirre y David Sánchez. Durante su trayectoria, Los Estrambóticos se han mantenido como una de las bandas más activas e importantes para la escena nacional del ska en México debido a su constante innovación, a lo largo de estos 30 años los estrambóticos son una banda de las más queridas por la gente en torno al ska y rock y han participado en grandes festivales como el Vive latino etc. también han conseguido algunos reconocimientos como el premio del demo de oro en 1992 .

## Miembros
- Arturo "Pinocho" Ruelas - Voz
- Adrián Vallarta - Batería
- David "Chadou" Sánchez - Guitarra
- Karla Molkovich - Bajo
- César "Chi Ch" Rojas - Teclado
- Pablo Coello - Saxofón
- Helios Escalona - Trombón
- Ángel Víquez - Trompeta
- Cesar Bautista - Trompeta
- Irving Licona - Percusión

## Discografía

### Álbumes
- 1992 - Los estrambóticos ("El blue demo", edición propia)
- 2/2/1997 - Piel de banqueta (Discos Manicomio - Polygram - Universal)
- 1999 - Objeto Extraviado (Discos Manicomio)
- 2002 - Sueños de Anoche (Gala Music México)
- 2004 - Camino Clandestino (Universal Music)
- 2009 - Aqui y ahora (Resiste Records)
- 2010 - Puro macanazo (Resiste Records)
- 2012 - Lagrimas y risas (Resiste Records)
- 2015 - Lucha y resiste 1
- 2019 - Basado en hechos reales (Primera parte)
- 2020 - Basado en hechos reales (segunda parte)
- 2020 - Lucha y resiste 2